# Subjekt (Umgangssprache)
Unter Subjekt wird in der Umgangssprache eine Person verstanden abweichend von der gehobenen und in der Philosophie gebräuchlichen Bedeutung des Subjekts als eines erkennenden mit Bewusstsein ausgestatteten Ichs. Diese positive Bedeutung wird umgangssprachlich oft in abwertendem Nebensinn gebraucht, also im Sinne von „schlechter Mensch“ oder gar in der Redewendung „verkommenes Subjekt“.

## Etymologie
Das Fremdwort wurde im 16. Jahrhundert aus dem lateinischen subiectum ‚Satzgegenstand‘, ‚Grundbegriff‘ entlehnt. In der lateinischen Sprache bedeutet subiectus aber in adjektivischer Bedeutung auch so viel wie ‚unterwürfig‘, ‚demütig‘. Hieraus resultiert die abschätzige Nebenbedeutung in soziologischer Hinsicht, wie sie etwa noch im absolutistischen Frankreich gebräuchlich war. Als Subjekt galt der Untertan. Hieraus abgeleitet ist in der deutschen Sprache auch der Begriff der Subjektion = „Unterwerfung“. Seit der Französischen Revolution wird dem Subjekt die Rolle des freien und selbstbewussten Bürgers zuerkannt im Sinne eines in sozialen Beziehungen tätigen Individuums, siehe auch Subjektivität.

## Synonyme und Antonyme
Entsprechend der etymologischen Differenzierung in eine negative und positive, d. h. soziologisch abwertende und wiederaufwertende Bedeutung unterscheidet das Wörterbuch des Deutschen Wortschatzes u. a. folgende negative Synonyme: „Bösewicht, Übeltäter, Galgenvogel, übler Bursche, schlechter Kerl, gemeine Person“ usw. gegenüber den Antonymen: „Ehrenmann, Edelmensch, Edelmann, Mann von rechtem Schrot und Korn, Ritter ohne Furcht und Tadel, guter Christ, Vorbild“ aber auch hier eine eher negative Bewertung im Sinne von „Musterknabe, Tugendpinsel, Tugendbold“.